# Weilach (Gachenbach)
Weilach ist ein Gemeindeteil der Gemeinde Gachenbach im oberbayerischen Landkreis Neuburg-Schrobenhausen. Es war bis 1978 Gemeindesitz der gleichnamigen Gemeinde.

## Lage
Das Pfarrdorf Weilach liegt sechs Kilometer südlich von Aresing und drei Kilometer östlich von Gachenbach am gleichnamigen Fluss nahe der Staatsstraße 2084 inmitten der Hallertau in der Planungsregion Ingolstadt.

## Geschichte
Das Pfarrdorf zählte zum Landgericht Schrobenhausen des Kurfürstentums Bayern. Der Sitz der Edlen von Weilach, die seit 1100 im Ort beurkundet wurden, schloss sich unmittelbar südlich an die Pfarrkirche Heilig Kreuz an und blieb bis in die Neuzeit im großen Fürstenfelder Zehenthof „beim Schreier“ (Nr. 25) dorfbeherrschend.
Im Zuge der Verwaltungsreformen in Bayern entstand mit dem Gemeindeedikt von 1818 die Gemeinde Weilach, die auch den Ort Hardt einschloss. Reste der Adelsherrschaft bestanden bis zur Revolution 1848. Am 1. Januar 1971 wurde die Gemeinde Sattelberg mit den Orten Birglbach und Ried nach Weilach eingemeindet. Am 1. Juli 1972 wurde die Gemeinde Weilenbach, die zu dieser Zeit 327 Einwohner zählte und ein 847,16 ha großes Gebiet umfasste, mit einigen seiner Teilorte im Zuge der Gemeindegebietsreform in Bayern nach Aresing eingemeindet, dabei kamen Etzlberg, Flammensbach, Labersdorf und Spitalmühle zur Gemeinde Weilach, die wiederum am 1. Mai 1978 nach Gachenbach eingemeindet wurde.

## Sehenswürdigkeiten
Folgende Baudenkmäler sind in der Denkmalliste gelistet:
- Katholische Pfarrkirche Heilig Kreuz: 1737 erbaute Saalkirche, 1860/62 umgestaltet und verlängert
- Ehemalige Volksschule: zweigeschossiger Walmdachbau mit angebauter Lehrerwohnung, mit Jugendstilanklängen um 1910, jetzt Kindergarten
- Ehemaliges Bauernhaus